# Rüzgarlı, Gercüş
Rüzgarlı là một xã thuộc huyện Gercüş, tỉnh Batman, Thổ Nhĩ Kỳ. Dân số thời điểm năm 2011 là 254 người.